# Georg Besenbeck
Georg Besenbeck (* 3. Januar 1731 in Erlangen; † 7. November 1762 ebenda) war ein deutscher evangelischer Geistlicher und Pädagoge.

## Leben
Georg Besenbeck verlor seinen gleichnamigen Vater, Georg Besenbeck, der als Soldat beim Generalfeldzeugmeister Hellmuth Otto von Bassewitz diente, bereits im Alter von vier Jahren.
Trotz der schlechten finanziellen Situation war seine Mutter, Barbara Besenbeck, geborene Koler, in der Lage, ihn als Schüler an der damaligen Ritterakademie Erlangen aufnehmen zu lassen; er besuchte beim Rektor Friedrich Oertel (1706–1748) und dem Konrektor Samuel Wilhelm Oetter, ab 1745 das Gymnasium Fridericianum, das in die Räumlichkeiten der Ritterakademie eingezogen war.
1748 immatrikulierte er sich zu einem Theologie-Studium an der Universität Erlangen und hörte Vorlesungen bei Joachim Ehrenfried Pfeiffer und Caspar Jakob Huth. Während seines Studiums bestritt er seinen Lebensunterhalt mit schriftstellerischen Arbeiten und dem Unterrichten am Gymnasium.
1751 wurde er Collaborator am Gymnasium in Erlangen und 1758 deren Konrektor; zugleich erhielt er mit dieser Stelle auch das Diakonat in der Altstädter Kirche.
Georg Besenbeck war verheiratet mit Sophia Christiana, Tochter von Joachim Christoph Sartorius (1688–1746), Professor der Moral an der Ritterakademie in Erlangen und Pfarrer in Pegnitz. Ihr gemeinsamer Sohn war:
- Caspar Jakob Besenbeck (* 11. April 1760 in Erlangen; † 22. März 1815 in Bayreuth), Rektor des Gymnasiums Erlangen, Gymnasialprofessor in Bamberg und Gymnasialprofessor an der Studienanstalt  Bayreuth.

Sein Schwager war Johann Jacob Sartorius, später Rektor am Gymnasium in Erlangen.

## Schriften (Auswahl)
- Vollständige Einleitung in die Monatsschriften der Deutschen. Erlangen 1747–1753. (Inhaltserschließung)
- Abfertigung der unerweislichen Auflagen und Lästerungen, womit Jesuit Franciscus Neumayr, der hohen Domstiftskirche zu Augsburg ordentlicher Prediger, in der Streitrede über die Frage: ob heilige Streitreden in der Kirche Gottes mit Recht üblich seien? an der evangelisch-lutherischen Kirche sich versündigt hat. Frankfurt und Leipzig 1755.
- Abfertigung der Irrthümer, Ungereimtheiten und Lästerungen, ob der Jesuit P.  Fr. Neumayr in der Streitrede, ob die heilige Schrift der Augsburgischen Confession das Wort rede? vorgebracht hat. Erlangen, Frankfurt u. Leipzig 1756.
- Grundrisse erbaulicher Betrachtungen über auserlesene Stellen aus den Propheten Jeremias. Erlangen 1756.
- Grundrisse erbaulicher Betrachtungen über auserlesene Schriftsteller. Erlangen 1756.
- Beiträge zu der eregetischen Gottesgelahrtheit, welche vollständige Auszüge aus den neuesten kleinen eregetischen Schriften enthalten. Erlangen 1757.
- Dr. Joh. Friedr. Mayer's Mordpredigten, auf's neue herausgegeben. Erlangen 1758.
- Progr. de stylo gentium doctoris Pauli ad omnium dominum captum accommodato,occasione oraculi Rom. Erlangen 1759.
- Progr. de fervido Christianorum Deo et justitiae sub libertatis lege serviendi studio. Erlangen 1760.
- Lazarus, oder über das Unstatthafte der natürlichen Erklärungen der Wundergeschichten im Neuen Testament. Erlangen 1760.
- Progr. finis Domini ad Jacobi V, comm. Xl. celebratus Domine nostro Jesu Christo vindicatus. Erlangen 1761.
- Neue Beiträge zur exegetischen Gottesgelahrtheit, welche vollständige Auszüge aus den neuesten kleinen eregetischen Schriften enthalten. Erlangen 1761.